# محوطه قلاجیه
محوطه قلاجیه مربوط به دوره هخامنشی - دوره اشکانیان است و در شهرستان ابهر، بخش مرکزی، دهستان سجین، ۳۷۰۰ متری شرق روستای ارکین واقع شده و این اثر در تاریخ ۲۶ دی ۱۳۸۶ با شمارهٔ ثبت ۲۰۵۵۹ به‌عنوان یکی از آثار ملی ایران به ثبت رسیده است.